# Broers (film)
Broers (internationale titel: Brothers) is een Nederlandse film uit 2017, geregisseerd door Bram Schouw.

## Verhaal
Wanneer Alexander plots besluit om een roadtrip naar Frankrijk te maken, volgt Lukas zijn charismatische broer. De verlegen Lukas is de tegenpool van Alexander en volgt al heel zijn leven zijn broer. Tijdens hun reis ontmoeten ze Josephine en komt Lukas tot het besef dat hij zijn eigen weg moet zoeken. Deze beslissing is belangrijk voor de zoektocht naar zijn eigen identiteit.

## Rolverdeling
| Acteur          | Personage |
| --------------- | --------- |
| Jonas Smulders  | Lukas     |
| Niels Gomperts  | Alexander |
| Christa Theret  | Josephine |
| Rufus           | Emile     |
| Hanna van Vliet | Jet       |

## Productie
De film is de debuutfilm van Bram Schouw en werd aangemeld als Nederlandse inzending voor de beste niet-Engelstalige film voor de 90ste Oscaruitreiking. De "shortlist" werd gepubliceerd door het EYE Film Instituut Nederland waarna begin september de Nederlandse Oscar Selectie Commissie (NOSC) de film kiest die namens Nederland zal worden ingezonden.